# Victoria Lower Glacier
Victoria Lower Glacier är en glaciär i Antarktis. Den ligger i Östantarktis. Nya Zeeland gör anspråk på området. Victoria Lower Glacier ligger 755 meter över havet.
Terrängen runt Victoria Lower Glacier är huvudsakligen kuperad, men den allra närmaste omgivningen är platt. Trakten är obefolkad. Det finns inga samhällen i närheten. 